# C'ereno tre sorelle
C'ereno tre sorelle  é uma canção da tradição italiana, com origem em versos provençais da Idade Média. O tema é conhecido no século XIII, podendo remontar-se ao século XII . De caráter narrativo , com simbologia nupcial, conta a história de uma moça que pede a um pescador para pescar um anel que ela deixara cair no mar. Em recompensa oferece dinheiro, mas o pescador apenas quer seu afeto. Existem várias versões cantadas por toda a Itália com o mesmo tema, e cada estrofe alterando-se o nome da jovem. O título sofre mudanças como para C'erano tre sorelle, Tre sorelle.
Como a maioria das canções medievais , era cantada por coros.

## Versos
C'ereno tre sorelle – E tutte e tre d'amor.
Giulietta la più bella – Si mise a navigar.
Nel navigare un giorno – L'anel gli cadde in mar.
Volgendo gli occhi all'onde – La vide un pescator.
O pescator dell'onde – Vieni a pescar più in qua.
Ripescami l'anello – Che m’è caduto in mar.
E se te lo ripesco – Cosa mi darai tu.
Ti dò trecento scudi – La borsa ricamà.
Non vo trecento scudi – La borsa ricamà.
Solo um bacin d’amore – Se me lo voi donar.
Do folclore do lácio
,

## Gravações
- Gigliola Cinquetti: Recital in Japan, 1972 .
- Coral Massoli de Fiori / Gil de Roca Sales: Coral Massolin de Fiori 1996 : CD, USA Discos.